# Deganja Bet
Deganja Bet nebo Degania Bet (hebrejsky דְּגַנְיָה ב׳‎, podle hebrejského slova dagan - obilí, anglicky Degania Bet, v oficiálním seznamu sídel Deganya Bet) je vesnice typu kibuc v Izraeli, v Severním distriktu, v Oblastní radě Emek ha-Jarden.

## Geografie
Leží v Galileji v nadmořské výšce 205 metrů pod mořskou hladinou cca 1 kilometr od jižního břehu Galilejského jezera, poblíž řeky Jordán, v oblasti s intenzivním zemědělstvím. Poblíž vesnice do Jordánu ústí vodní tok Nachal Javne'el.
Vesnice se nachází cca 10 kilometrů jihovýchodně od města Tiberias, cca 102 kilometrů severovýchodně od centra Tel Avivu a cca 55 kilometrů východně od centra Haify. Deganija Bet obývají Židé, přičemž osídlení v tomto regionu je ryze židovské.
Deganija Bet je na dopravní síť napojena pomocí dálnice číslo 90.

## Dějiny
Deganja Bet byla založena v roce 1920. Zakladateli byli židovští přistěhovalci v rámci třetí alije. Vesnice vznikla jako satelitní rozšíření již zavedené sousední vesnice Deganja Alef, která již se tehdy považovala za příliš velkou. Deganja Alef poskytla na založení nového kibucu 1000 dunamů (100 hektarů) svých pozemků.
V 2. polovině 30. let 20. století byla Deganja Bet centrem, odkud se organizovalo v okolní krajině zakládání opevněných židovských osad typu Hradba a věž.
Během prvních dnů války za nezávislost v roce 1948 kibuc napadla syrská armáda, ale obyvatelé společně se sousedy z Deganije Alef dokázali syrský útok zastavit.
Roku 1949 měl kibuc 480 obyvatel a rozlohu katastrálního území 1 739 dunamů (1,739 kilometru čtverečního).
Ekonomika obce je založena na zemědělství a průmyslu. Turistický ruch podporuje turistické ubytování situované v kibucu. Funguje tu zdravotní středisko, plavecký bazén, sportovní areály, společná jídelna, veřejná knihovna a zubní ordinace. V kibucu je k dispozici zařízení předškolní péče. Základní škola je v sousední vesnici Deganja Alef.

## Demografie
Obyvatelstvo kibucu Deganija Bet je sekulární. Podle údajů z roku 2014 tvořili naprostou většinu obyvatel v kibucu Deganja Bet Židé (včetně statistické kategorie „ostatní“, která zahrnuje nearabské obyvatele židovského původu ale bez formální příslušnosti k židovskému náboženství).
Jde o menší sídlo vesnického typu se stagnující populací. K 31. prosinci 2014 zde žilo 640 lidí. Během roku 2014 populace stoupla o 1,4 %.
| Rok            | 1948 | 1949 | 1961 | 1972 | 1983 | 1995 | 2001 | 2003 | 2004 | 2005 | 2006 | 2007 | 2008 | 2009 | 2010 | 2011 | 2012 | 2013 | 2014 |
| -------------- | ---- | ---- | ---- | ---- | ---- | ---- | ---- | ---- | ---- | ---- | ---- | ---- | ---- | ---- | ---- | ---- | ---- | ---- | ---- |
| Počet obyvatel | 517  | 480  | 540  | 534  | 652  | 556  | 485  | 510  | 540  | 527  | 491  | 491  | 514  | 499  | 544  | 600  | 615  | 631  | 640  |